# NGC 5514A
NGC 5514A is een compact sterrenstelsel in het sterrenbeeld Ossenhoeder. Het hemelobject werd op 26 april 1865 ontdekt door de Duits-Deense astronoom Heinrich Louis d'Arrest.

## Synoniemen
- UGC 9102
- MCG 1-36-23
- ZWG 46.66
- VV 70
- KCPG 420B
- PGC 93124